# Ángel Ibáñez Hernando
Ángel Ibáñez Hernando (Burgos, 1 de diciembre de 1974) es un químico, polítólogo, empleado público y político español del Partido Popular, consejero de la Presidencia de la Junta de Castilla y León desde 2019.

## Reseña biográfica
Ángel Ibáñez Hernando nace en Burgos el 1 de diciembre de 1974, afincado en el barrio de Gamonal, cursa sus estudios primarios en el Colegio Nuestra Señora de la Asunción en la Barriada Inmaculada y posteriormente el Bachillerato en el Instituto Félix Rodríguez de la Fuente. En el año 1992 comienza sus estudios en la Licenciatura en Ciencias Químicas en el Colegio Universitario Integrado de Burgos, finalizando en junio de 1997 la carrera. Durante la misma desempeña diversos puestos de representación estudiantil en los órganos de gobierno de la Facultad de Ciencias y en la propia Universidad. En 1995 es elegido primer Presidente del Consejo de Alumnos de la Universidad de Burgos, y participa en el Claustro Constituyente de la Universidad formando parte asimismo de la Comisión que redacta el primer estatuto de la Universidad de Burgos. En el curso 2017/2018 cursa un programa de posgrado en la Universidad de Deusto sobre Liderazgo Público en Emprendimiento e Innovación. En 2015 inicia una nueva carrera en Ciencia Política y Gestión Pública en la Universidad de Burgos, finalizando dichos estudios en julio de 2020, y obteniendo además el Premio Extraordinario de Grado al mejor expediente académico, además de una mención en Gestión en la Administración Pública y una mención en Política y Economía Internacional. 
Está casado y es padre de dos hijas.

## Carrera profesional
Desde el año 2000 es Empleado Público del Grupo I como Técnico Superior de Innovación y Empleo de la Universidad de Burgos, obteniendo por oposición la plaza en abril de 2003. Pone en marcha desde ese puesto la Unidad de Empleo de la Universidad, de la que es su máximo responsable, desarrollando desde ese momento iniciativas como el Foro de Empleo que organiza anualmente la UBU. En enero de 2013 solicita la excedencia por cargo público para dedicarse en régimen de dedicación exclusiva en el Ayuntamiento de Burgos.
Dentro del ámbito financiero, desempeña labores como consejero general de la Asamblea General de Caja de Burgos desde septiembre de 2003 a julio de 2012, siendo el vicepresidente primero de su Consejo de Administración desde septiembre de 2007 a julio de 2012, y miembro vocal del primer Consejo de Administración de Banca Cívica entre abril de 2010 y agosto de 2011.

## Carrera política
Pertenece al Partido Popular desde su afiliación en el año 2000, y desempeña variadas funciones y cargos orgánicos tanto en la organización juvenil provincial de Burgos de las Nuevas Generaciones, así como posteriormente  en el Partido Popular de Burgos del que es coordinador provincial desde el congreso celebrado en 2015, y en el Partido Popular de Castilla y León, habiendo sido miembro de las ponencias económicas en diversos congresos regionales del Partido.
El 27 de junio de 2003 tras las elecciones municipales de Burgos en las que concurre en las listas del Partido Popular, toma posesión como concejal del Ayuntamiento de Burgos, y dentro del equipo de Gobierno dirigido por el alcalde Juan Carlos Aparicio Pérez desempeña el cargo de concejal de Hacienda, Contratación, Patrimonio y Empleo.
El 26 de junio de 2007 tras las elecciones municipales de Burgos de nuevo es elegido concejal, desempeñando en este caso el cargo de concejal de Hacienda, Contratación, Patrimonio y Modernización Administrativa.
En estas dos legislaturas, asimismo, desempeña varias responsabilidades como miembro del Consejo de Administración de la Compañía “Centro de Transportes Aduana de Burgos”; y es presidente del Centro Europeo de Empresas e Innovación de Burgos.
El 13 de junio de 2011 tras las elecciones municipales de Burgos de nuevo es elegido concejal, y bajo el mandato del alcalde Francisco Javier Lacalle Lacalle, en virtud de la Ley de Grandes Ciudades (Ley 57/2003 de Medidas para Modernización del Gobierno Local) a la  que se incorpora la ciudad de Burgos, es nombrado vicealcalde, siendo el primero que con esa denominación existe en el Ayuntamiento de Burgos. Desde esa responsabilidad y durante la legislatura 2011-2015 desempeña las labores de portavoz del equipo de gobierno y es titular del Área de Gobierno de Fomento con la dirección política de las concejalías delegadas de Fomento, Vías Públicas, Conservación y Licencias; el Consorcio para la gestión de la Variante Ferroviaria; el Consorcio para la promoción del Aeropuerto de Burgos. Asimismo, esa legislatura preside el Consejo de la Gerencia de Fomento y el Consejo de Administración del Servicio de Deportes.
En su etapa desarrollada en el Ayuntamiento de Burgos, forma parte activa de la puesta en marcha de importantes hitos para la ciudad como la aprobación de un nuevo Plan General de Ordenación Urbana, la construcción, puesta en marcha y gestión del Auditorio y Palacio de Congresos de Burgos Fórum Evolución,  y la transformación de la Plaza de Toros en el nuevo Coliseum Burgos.
Ya en 2015 concurre por la circunscripción de Burgos a las elecciones autonómicas a Las Cortes de Castilla y León, obteniendo el 16 de junio la credencial de procurador, y desarrollando inicialmente la labor de portavoz adjunto y posteriormente como viceportavoz del Grupo Parlamentario Popular. En esa legislatura es asimismo portavoz de la Comisión de Presidencia y portavoz de la Comisión de Investigación del Hospital Universitario de Burgos. Desempeña una intensa labor parlamentaria, siendo ponente de varias leyes como las de aprobación de los Presupuestos de la Comunidad de 2016, 2017 y 2018, la Ley de la Actividad Físico-Deportiva, la Ley de creación de la Red de Protección a las Familias en situación de vulnerabilidad, o la Ley de Conciliación de la vida personal, familiar y laboral y la eliminación de la brecha salarial de género, entre otras.
El 12 de marzo de 2019, tras la renuncia de Silvia Clemente, es elegido presidente de las Cortes de Castilla y León, cargo que desempeña hasta el final de la legislatura.
En mayo de 2019 concurre a las elecciones autonómicas encabezando la lista por la circunscripción de Burgos, siendo elegido procurador. El 17 de julio de 2019 es nombrado Consejero de la Presidencia por el presidente de la Junta de Castilla y León, Alfonso Fernández Mañueco, cargo que ostenta hasta el 20 de abril de 2022.
En las elecciones autonómicas anticipadas que se celebran el 13 de febrero de 2022 vuelve a encabezar la lista por Burgos, siendo elegido procurador de la XI Legislatura y desde el 21 de abril de 2022 ejerce la responsabilidad de Viceportavoz del grupo Parlamentario Popular en Las Cortes de Castilla y León.